# Tuchbereiter
Der Tuchbereiter war ein zünftiger Handwerker, der das gewebte und gewalkte wollene Tuch aufbereitete, also ihm durch Rauhen, Scheren und Pressen ein gutes Aussehen gab. Hierzu zählten auch die Tuchfrisierer und Tuchscherer.
Seit dem 16. Jahrhundert bezogen die Tuchbereiter neben dem Scheren zusätzlich auch das Pressen und Färben in die Fertigung ein, was den Tuchscherern versagt blieb. Das führte dazu, dass Tuchscherer grobe Ware für Gewänder lieferten, während die Tuchbereiter feine und bessere Tuche an Kaufleute abgeben durften.
Durch die zunehmende Industrialisierung verlor dieses Handwerk im 19. Jahrhundert an Bedeutung.